# Nivel de línea
Nivel de línea es un término usado para denotar el nivel de una señal de audio utilizada para transmitir las señales analógicas entre los diversos equipos de audio, tales como reproductores de CD y DVD, televisiones, amplificadores de audio, mesas de mezcla e incluso los reproductores de MP3.
En contraste con el nivel de línea, también existen señales de audio más débiles, como en el caso de los micrófonos y pastillas de instrumentos, y señales más fuertes, como las usadas en los auriculares y altavoces. La fuerza de señales no se correlaciona necesariamente con el voltaje de la salida del dispositivo; también depende de la impedancia de salida de la fuente, o la cantidad de corriente disponible para mover la carga. 

## Decibelios
Según la aplicación, el nivel de línea se presenta como un cociente de voltajes expresado en decibelios. Este cociente está relacionado con diversos voltajes de referencia expresándose así en unidades de dBV (cuyo nivel de referencia es 1 V) o dBu (cuyo nivel de referencia son 0,7746 V).
Los niveles de línea en los equipos de audio de consumo se miden en dBV, y el nivel nominal estandarizado es de -10 dBV, que corresponde a una onda senoidal de 0.3162 voltios eficaces (VRMS). El voltaje de referencia absoluto es 1 VRMS. Este voltaje de referencia se corresponde con una potencia de 1 milivatio (mW) desarrollada sobre una impedancia de 1 kilohmio (kΩ). 
En el audio profesional los niveles de línea se miden en dBu y el nivel nominal más extendido para estos equipos es de +4 dBu, que corresponde a una onda senoidal de 1.228 VRMS. El voltaje de referencia absoluto es 0.7746 VRMS. Este voltaje de referencia corresponde a la tensión que aplicada a una impedancia de 600 Ω, desarrolla una potencia de 1 mW. 
| Ratio                             | VRMS   |
| --------------------------------- | ------ |
| +4 dBu (Profesional, USA)         | 1.228  |
| −10 dBV (Audio de consumo)        | 0.3162 |
| +6 dBu (Profesional, ARD Germany) | 1.546  |

## Progresión habitual de los niveles de línea
Los sonidos acústicos (tales como voces o instrumentos musicales) se registran mediante los transductores (micrófonos y pastillas) que producen señales eléctricas muy débiles. Estas señales deben ser amplificadas a un nivel de línea razonable, para que puedan ser aplicadas a otros dispositivos tales como mesas de mezcla o grabadores de cinta. Esta primera amplificación es realizada por un dispositivo conocido como preamplificador. Finalmente, tras las manipulaciones oportunas, estas señales se envían típicamente a un dispositivo conocido como amplificador de potencia, donde se amplifican a otros nuevos niveles adecuados para hacer funcionar unos auriculares o altavoces, los cuales ya convierten estas señales eléctricas nuevamente en sonidos audibles a través del aire. 
La mayoría de los giradiscos también tienen un nivel de salida bajo y requieren de preamplificación; habitualmente, un amplificador estéreo del hogar tendrá una entrada especial phono con un preamplificador incorporado que será mucho más sensible que la entrada estándar de nivel de línea. Este preamplificador incorporado también adecua la señal según la curva de ecualización RIAA presente en las grabaciones de los vinilos.